# Schindlerova továrna
„Schindlerova továrna“ je označení, pod kterým je znám průmyslový areál původně Löw-Beerovy textilní továrny v Brněnci. Za druhé světové války zde byla pobočka koncentračního tábora Gross-Rosen Brünnlitz/Brněnec, která se zabývala výrobou munice a přes niž Oskar Schindler zachránil asi tisíc Židů z krakovského ghetta, které sem koncem války přesunul z původní továrny v Krakově. Později zde sídlila textilka Vitka.
Areál, který hrozil chemickým znečištěním okolí, byl v roce 2016 prohlášen za kulturní památku, přesto byla jeho většina v posledních letech (viz fotografie) srovnána se zemí. Má zde vzniknout památník „Schindlerova archa“. V dochozí vzdálenosti od někdejší továrny se nachází vila, kterou si nechal postavit Alfred Löw-Beer a která formálně náleží do sousední obce Chrastavec, část Půlpecen – vila Löw-Beer (Půlpecen).

## Fotogalerie

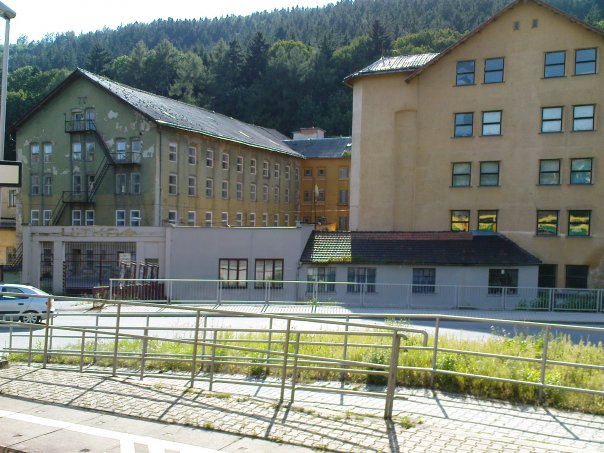
Vstup do areálu v srpnu 2009
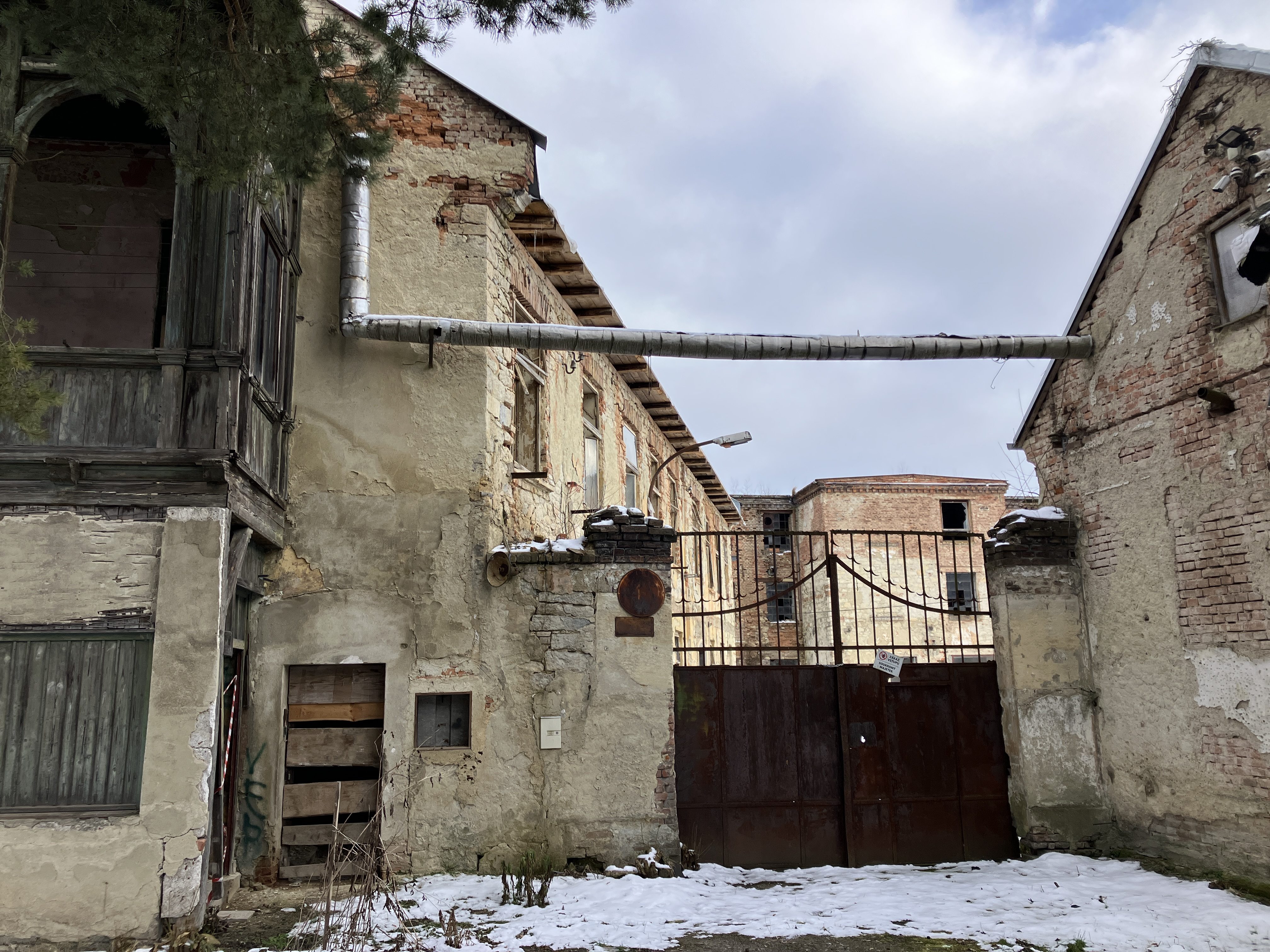
Leden 2023
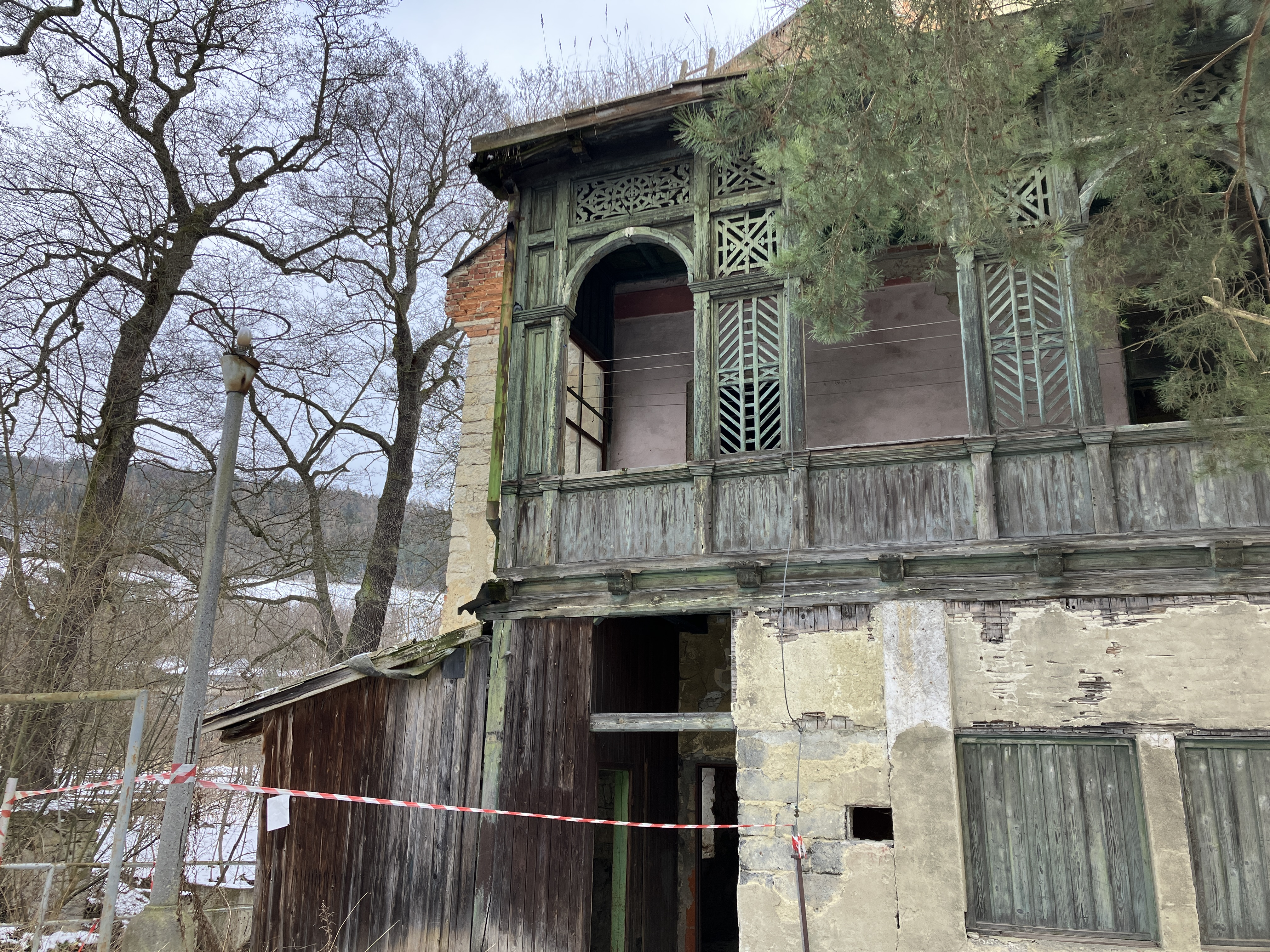
Leden 2023

(následující fotografie zobrazují jinou část areálu než snímky výše)

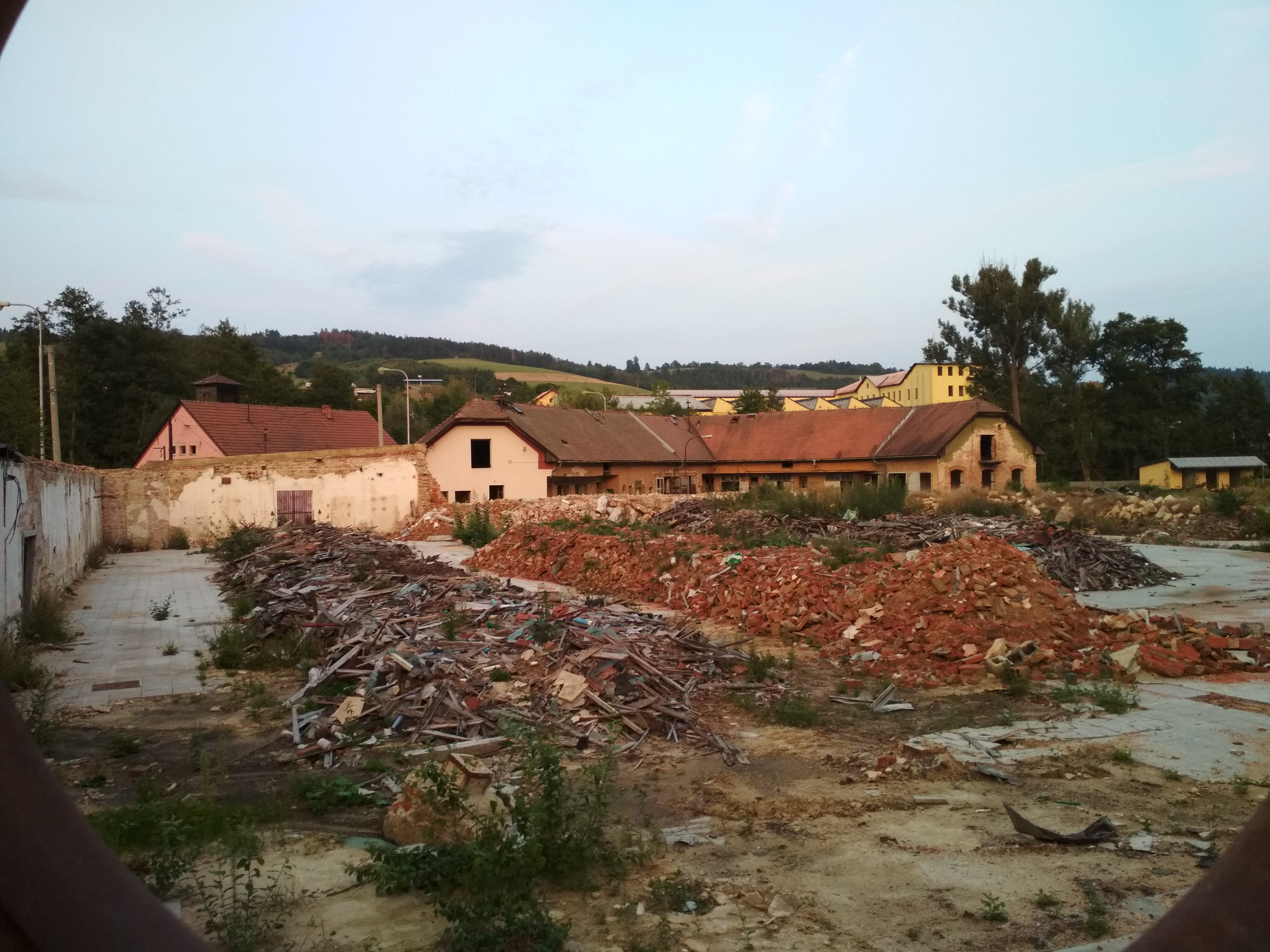
Trosky v areálu v srpnu 2019 (pohled od lesa)
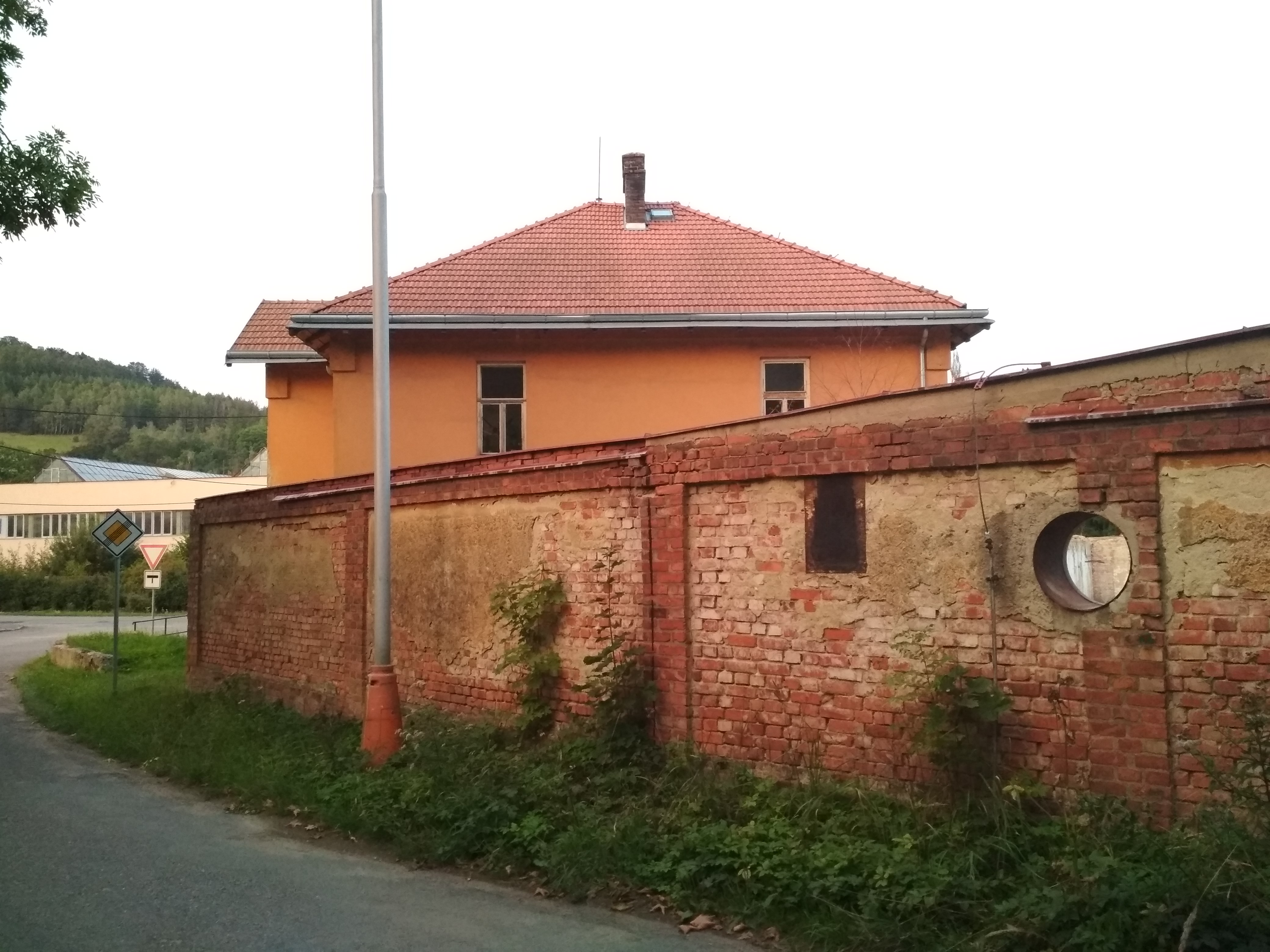
Zadní zeď areálu
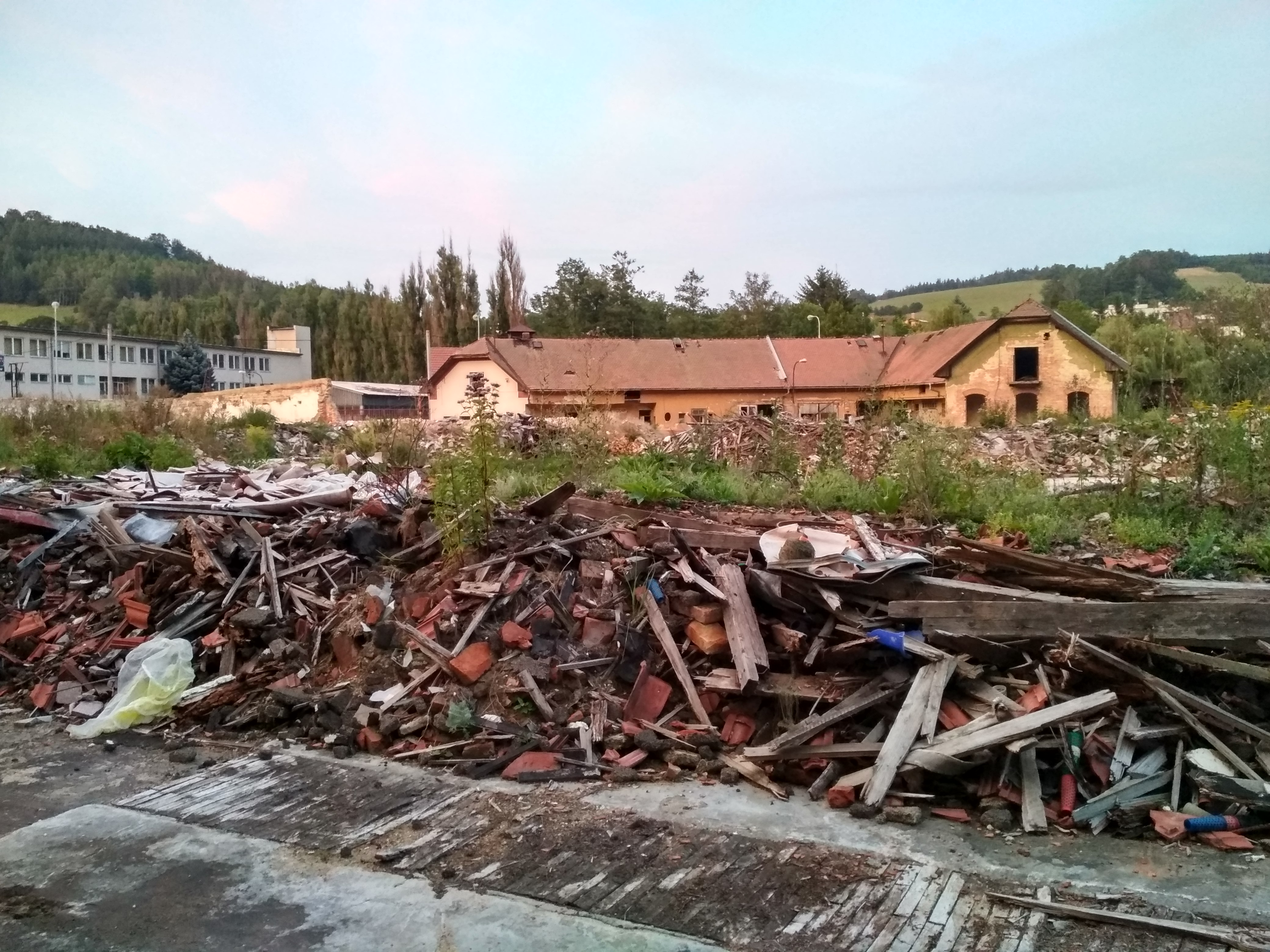
Trosky v areálu
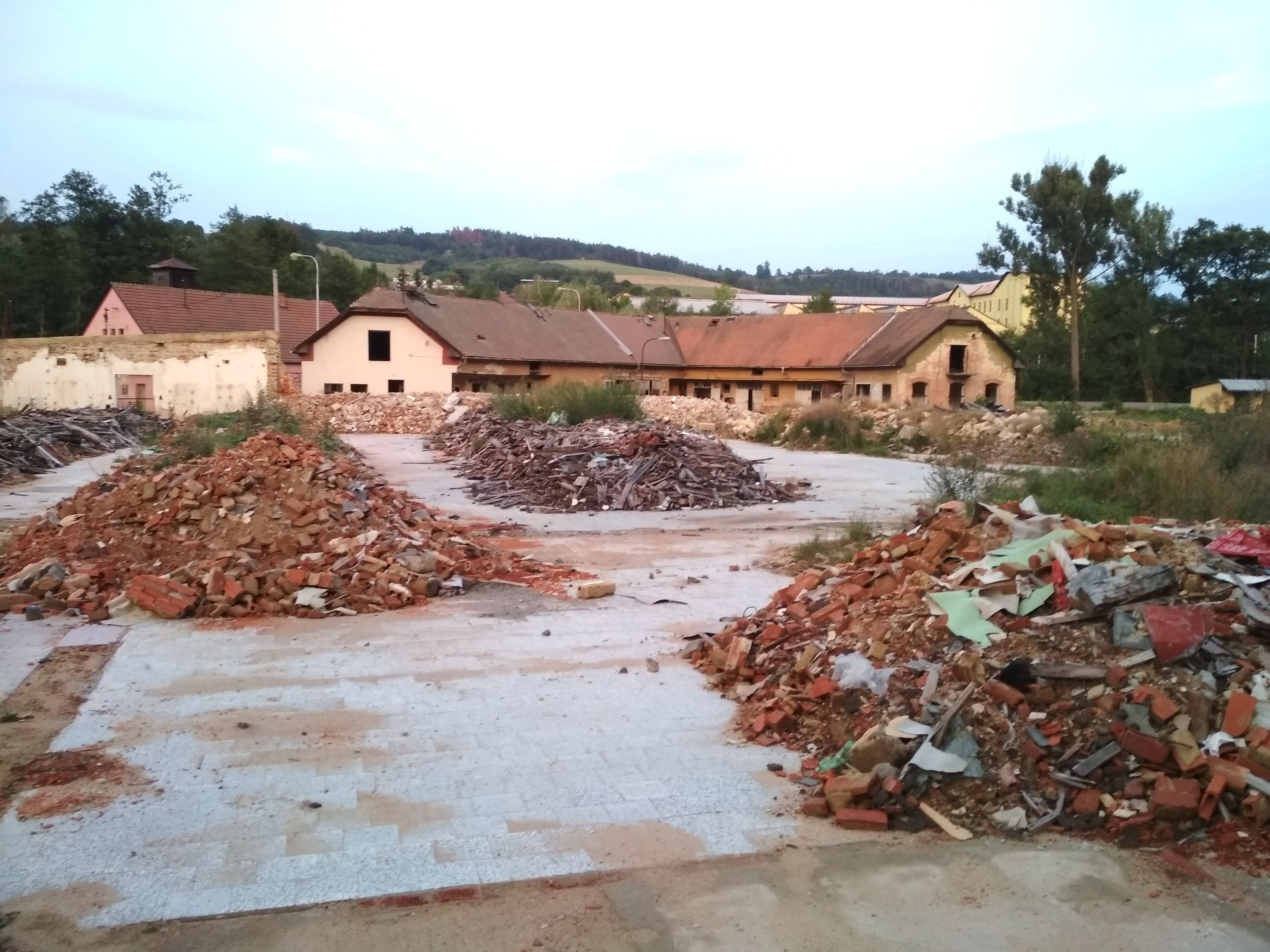
Trosky v areálu
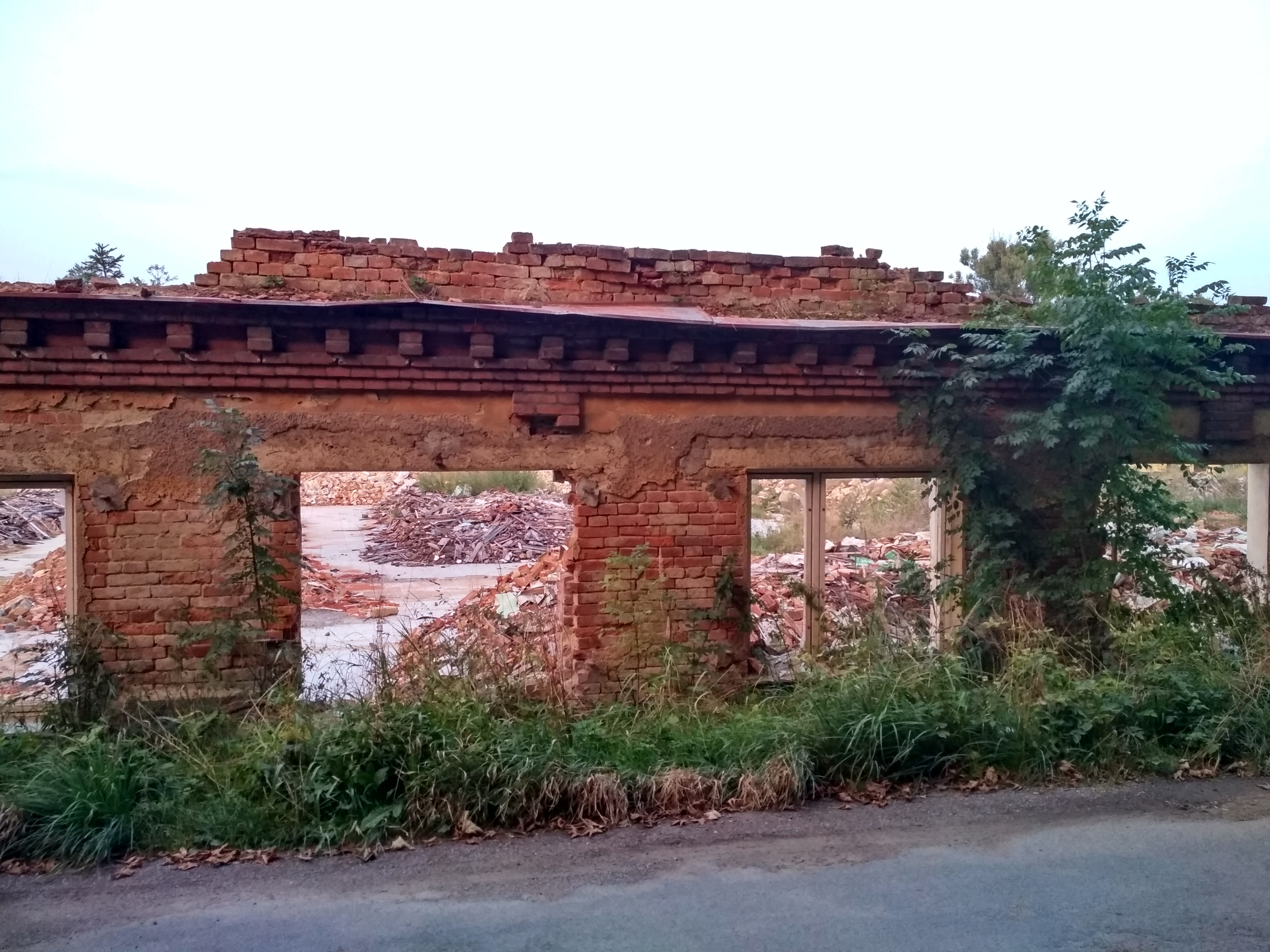
Zadní zeď areálu